# Cardfile
Cardfile (Картотека) — программа-менеджер информации для операционных систем Microsoft Windows, которая представляет собой компьютерный аналог традиционной картотеки. Она позволяла пользователям создавать и организовывать карточки с текстовой информацией, а также поддерживала связывание объектов в более поздних версиях.

## История
Cardfile впервые появилась в Windows 1.01 в 1985 году и была доступна вплоть до Windows 98. Изначально программа была предустановлена на всех системах Windows, но начиная с Windows 95 её пришлось устанавливать вручную с установочного диска.
Программа была задумана как простой инструмент для управления текстовыми заметками, контактной информацией и другими данными, которые пользователи могли быстро и легко организовывать и искать. Она представляла собой виртуальные карточки, на которых можно было записывать заголовки и текст.

## Функциональные возможности
1. Основные возможности:
  - Пользователи могли создавать неограниченное количество карточек, каждая из которых содержала заголовок и текстовое содержимое.
  - Карточки были организованы в файлы, которые можно было легко открывать и редактировать.
2. Поддержка OLE:
  - Начиная с Windows 3.1, Cardfile поддерживала технологию OLE (Object Linking and Embedding), которая позволяла связывать и внедрять объекты из других приложений непосредственно в карточки. Это значительно расширило возможности программы, сделав её более гибкой и функциональной.
3. Интеграция с другими программами:
  - Программа "Планировщик" (Schedule+) позволяла импортировать данные из старых версий Cardfile, что упрощало переход на новые системы управления информацией.[источник не указан 258 дней]

## Современные аналоги
С прекращением поддержки Cardfile в Windows 98, программа перестала быть доступной в стандартных поставках Windows. Однако идеи, заложенные в этой программе, продолжают существовать в виде современных приложений и проектов.
- Cardfile.NET[1] — современная реализация Cardfile, доступная на платформе .NET. Эта программа сохраняет основную функциональность оригинальной Cardfile, но также добавляет некоторые современные улучшения и поддержку новых форматов данных.
- Новая версия Cardfile[2] — разработанная в 2022 году, эта программа представляет собой современную интерпретацию оригинальной Cardfile. Она поддерживает текстовое форматирование с использованием Markdown и предназначена для организации информации на виртуальных карточках.

## Наследие
Cardfile оставила значительный след в области программ для управления личной информацией. Несмотря на простоту, программа была полезным инструментом для многих пользователей в 80-х и 90-х годах, помогая им систематизировать и организовывать данные.